# Kastell Cincșor

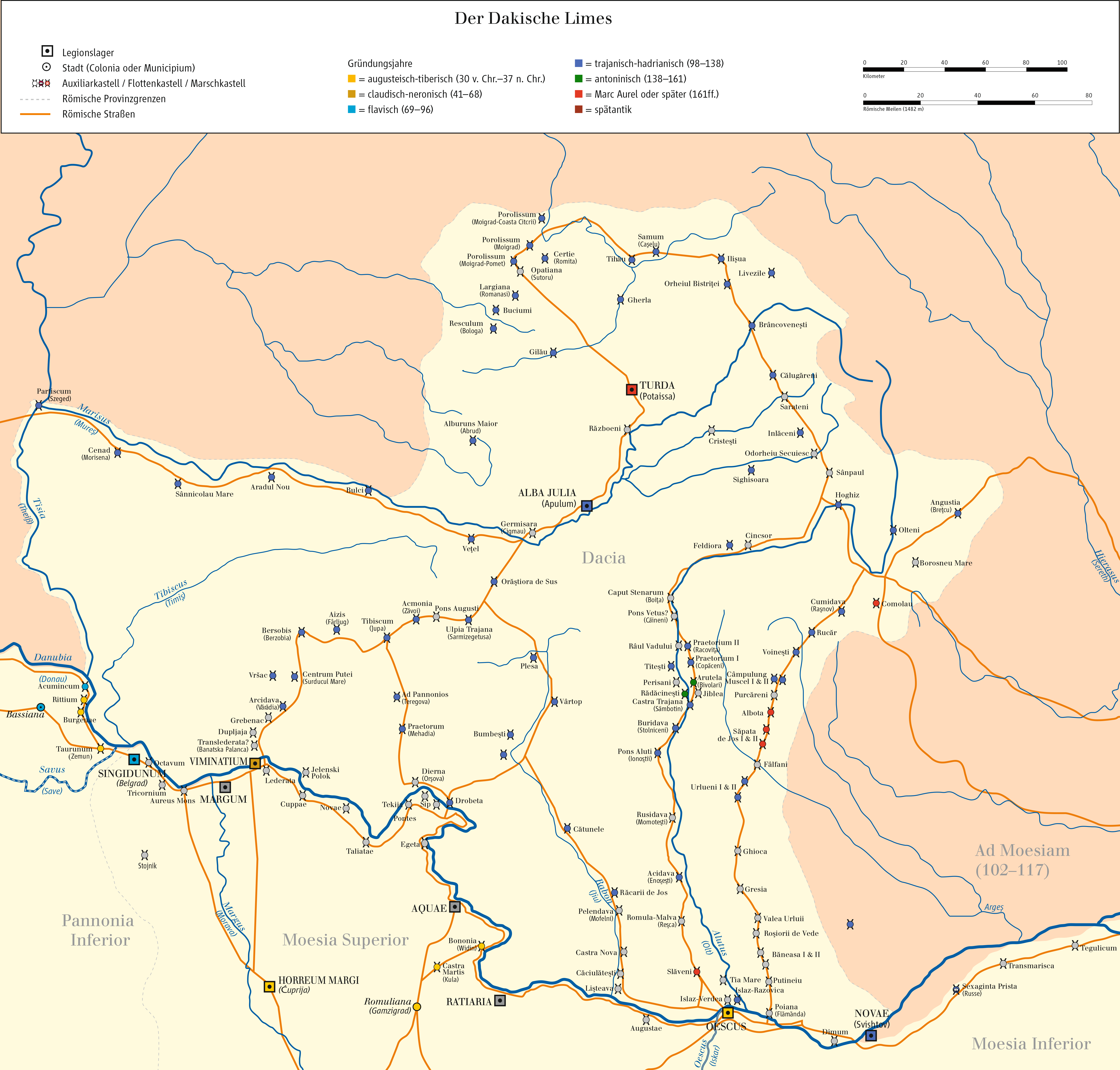
Die dakischen Limites

Kastell Cincșor war ein römisches Hilfstruppenlager auf dem Gemeindegebiet von Cincșor (Kleinschenk), Kreis Brașov in der rumänischen Region Siebenbürgen. Gemeinsam mit insgesamt 277 Stätten des Dakischen Limes wurde das Kastell Cincșor 2024 zum UNESCO-Weltkulturerbe erhoben.

## Lage
Die Relikte des Kohortenkastells Cincșor liegen rund zwei Kilometer östlich der Gemeinde Cincșor und gut einen Kilometer nördlich des Flusses Olt in der Flur „Burgstadt“. In antiker Zeit hattes es vermutlich die Aufgabe, den Warenverkehr auf dem Olt und den nördlich gelegenen Cincu-Pass zu überwachen. Im heutigen Landschaftsbild ist nichts mehr von dem römischen Militärlager zu sehen.

## Archäologische Befunde
Bei den archäologischen Ausgrabungen der Jahre 1974/1975 und 1979 bis 1992, bei denen nur kleine Grabungsschnitte angelegt wurden, um die Lage des Kastells zu bestimmen, konnten zwei Bauphasen differenziert werden.
Möglicherweise existierte zunächst ein Holz-Erde-Lager, das in späterer Zeit durch ein Steinkastell ersetzt wurde. Das Steinkastell besaß einen rechteckigen Grundriss, die Ausmaße konnten nicht festgestellt werden. An der Westseite des Steinkastells wurden eine Wehrmauer und vier Gräben ermittelt. Aufgrund des geringen Fundmaterials ist die Datierung unsicher, jedoch konnte durch epigraphische Funde die Cohors II Flavia Bessorum als Stammeinheit identifiziert werden.
Eine Grabinschrift für einen römischen Militärbeamten, L. Carvilius Rusticinus, wurde in der Nähe der Castra entdeckt.

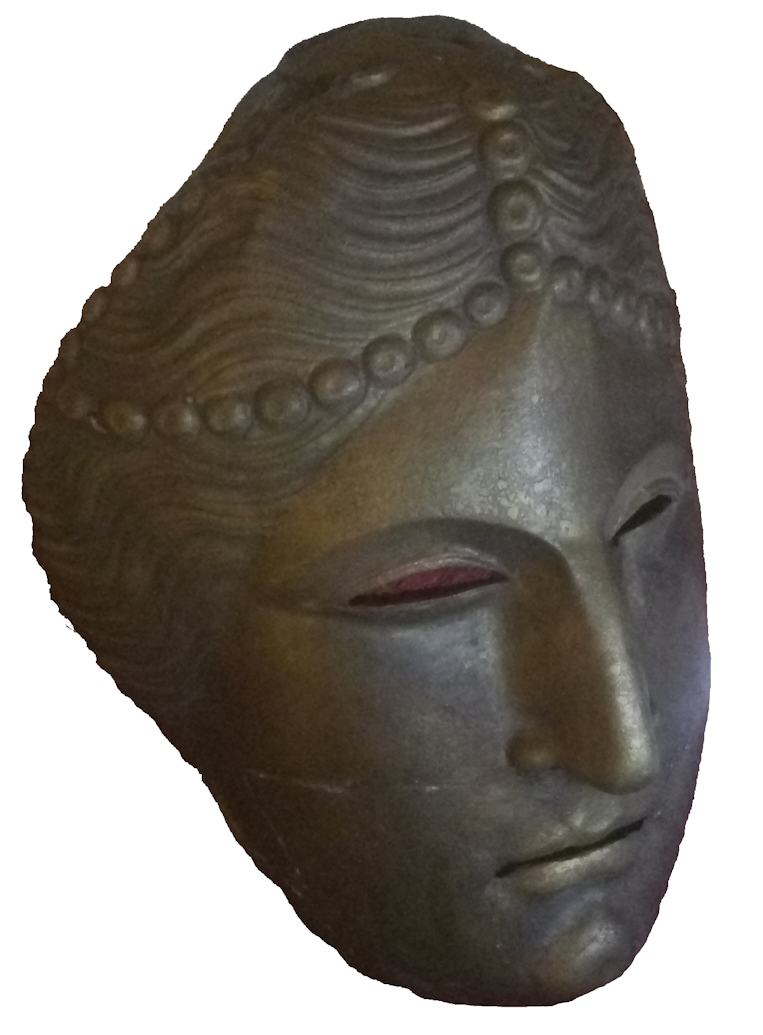
Weibliche Parademaske in der Nähe des Forts gefunden (2019).

1986 entdeckte ein Bagger eine bronzene Parademaske in der Nähe des Forts, im Bereich des Stausees. Die Maske zeigt den Kopf einer Frau. Er ist 24,5 cm hoch, 17 cm breit und 14,5 cm tief. Es stammt aus dem 2. Jahrhundert n. Chr.

## Fundverbleib und Denkmalschutz
Die Ausgrabungsfunde befinden sich im Muzeul Țării Făgărașului in Făgăraș (Fogarasch) sowie im Muzeul Județean Brașov in Brașov (Kronstadt).
Die gesamte archäologische Stätte und im Speziellen das Kastell stehen nach dem 2001 verabschiedeten Gesetz Nr. 422/2001 als historische Denkmäler unter Schutz und sind mit dem LMI-Code BV-I-s-A-11266 in der nationalen Liste der historischen Monumente (Lista Monumentelor Istorice) eingetragen. Zuständig ist das Ministerium für Kultur und nationales Erbe (Ministerul Culturii și Patrimoniului Național), insbesondere das Generaldirektorat für nationales Kulturerbe, die Abteilung für bildende Kunst sowie die Nationale Kommission für historische Denkmäler sowie weitere, dem Ministerium untergeordnete Institutionen. Ungenehmigte Ausgrabungen sowie die Ausfuhr von antiken Gegenständen sind in Rumänien verboten.